# Octave Lapize
Louis Octave Lapize (París, 24 de octubre de 1887-Toul, 14 de julio de 1917) fue un deportista francés que compitió en ciclismo en las modalidades de pista y ruta.
Participó en los Juegos Olímpicos de Londres 1908, obteniendo una medalla de bronce en la prueba de 100 km. Ganó el Tour de Francia 1910 en el único año que logró terminar la carrera. Entre su palmarés destaca el triunfo en tres ediciones consecutivas de la París-Roubaix, así como tres campeonatos nacionales de ruta.
Sirvió como piloto con el grado de sargento en el ejército francés durante la Primera Guerra Mundial, siendo abatido en un combate aéreo cerca de Flirey, Meurthe-et-Moselle el 14 de julio de 1917. Falleció en el hospital de Toul dos semanas después como consecuencia de las graves heridas sufridas.

## Medallero internacional
| Juegos Olímpicos | Juegos Olímpicos      | Juegos Olímpicos  | Juegos Olímpicos |
| Año              | Lugar                 | Medalla           | Competición      |
| ---------------- | --------------------- | ----------------- | ---------------- |
| 1908             | Londres (Reino Unido) | Medalla de bronce | 100 km           |

## Palmarés
1909
- 1.º en el París-Roubaix

1910
- 1.º en el Tour de Francia, más 4 etapas
- 1.º en el París-Roubaix

1911
- 1.º en el París-Roubaix
- 1.º en el París-Tours
- 1.º en el París-Bruselas
- Campeón de Francia de ciclismo en ruta

1912
- 1.º en el París-Bruselas
- 1 etapa del Tour de Francia
- 1.º en los Seis días de Bruselas, con René Vandenberghe
- Campeón de Francia de ciclismo en ruta

1913
- 1.º en el París-Bruselas
- Campeón de Francia de ciclismo en ruta

1914
- 1 etapa del Tour de Francia